# Paul Cook (homme politique)
Pour les articles homonymes, voir Paul Cook et Cook.
Paul Cook, né le 3 mars 1943 à Meriden (Connecticut), est un homme politique américain. Membre du Parti républicain, il est élu de Californie à la Chambre des représentants des États-Unis de 2013 à 2020, date à laquelle il prend ses fonctions en tant que superviseur du comté de San Bernardino pour le 1er district.

## Biographie

### Carrière professionnelle et débuts en politique
Paul Cook est originaire du Connecticut. Diplômé de l'université d'État du sud du Connecticut (en) en 1966, il s'engage alors dans les United States Marine Corps. Il sert notamment au Viêt Nam. Il quitte l'armée en 1992 et reprend alors ses études. Il est diplômé de l'université d'État de Californie à San Bernardino (1996) et de l'université de Californie à Riverside (2000).
En 1998, il entre au conseil municipal de Yucca Valley, dont il devient maire. En 2006, il est élu à l'Assemblée de l'État de Californie.

### Représentant des États-Unis

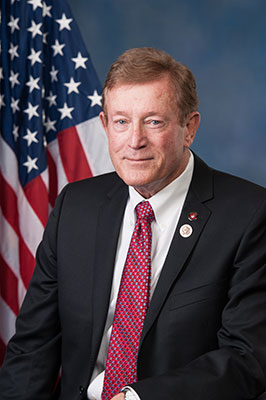
Portrait de Cook au Congrès en 2013.

Lors des élections de 2012, il se présente à la Chambre des représentants des États-Unis dans le 8e district de Californie, une vaste circonscription conservatrice qui s'étend de Highland et Yucaipa aux comtés d'Inyo et de Mono en passant par les montagnes de San Bernardino. Lors de la primaire de juin, Cook obtient 15,3 % des voix et se classe juste derrière un autre républicain, Gregg Imus à 15,5 %. Les deux républicains sont qualifiés pour l'élection générale. Cook reçoit le soutien de l'establishment républicain alors qu'Imus est le candidat du Tea Party. Cook est élu représentant des États-Unis avec 57,4 % des suffrages.
Il est réélu avec 67,6 % des voix en 2014 face au démocrate Bob Conaway. Cook remporte un troisième mandat en 2016 avec 62,3 % des suffrages face à la démocrate Rita Ramirez. En 2018, Cook affronte à nouveau un candidat républicain lors de l'élection générale, après être arrivé en tête de la primaire avec 42 % des suffrages devant l'ancien législateur républicain Tim Donnelly et la démocrate Marge Doyle. Bien que Cook reçoive le soutien de Donald Trump, Donnelly se présente comme le candidat le plus proche des idées du président. Le député est sortant est réélu avec 60 % des voix,,.
En septembre 2019, Cook annonce qu'il ne sera pas candidat au Congrès en 2020,. Il entame alors une campagne pour entrer au bureau des superviseurs du comté de San Bernardino (San Bernardino County Board of Supervisors), en se présentant dans le 1er district (qui n'inclut pas sa ville de Yucca Valley). Il est élu en mars 2020 en rassemblant près de deux tiers des voix, un score lui permettant d'éviter le second tour de novembre. Il démissionne du Congrès le 7 décembre 2020 pour prendre ses fonctions au bureau des superviseurs du comté.

## Positions politiques
Paul Cook est un républicain conservateur, aux positions proches de la direction du parti. Lors de sa réélection de 2018, il est soutenu par la National Rifle Association et de nombreux groupes opposés à l'avortement.